# 聖マリア・デ・セルヴェッロのいる風景
『聖マリア・デ・セルヴェッロのいる風景』（せいマリア・デ・セルヴェッロのいるふうけい、仏: Paysage avec Santa María de Cervelló, 西: Paisaje con Santa María de Cervelló, 英: Landscape with Saint Mary of Cervelló）は、フランスのバロック時代の古典主義の画家クロード・ロランが1637年頃に制作した絵画である。油彩。バルセロナ出身のキリスト教の聖人である聖マリア・デ・セルヴェッロ (1230年頃-1290年) を主題としている。ブエン・レティーロ宮殿の装飾のために制作された8点の風景画連作の1つで、『聖オヌフリウスのいる風景』（Paysage avec saint Onuphrius）の対作品。現在はマドリードのプラド美術館に所蔵されている。また本作品の準備素描がロンドンの大英博物館とウィーンのアルベルティーナ図書館に所蔵されている。

## 主題
聖マリア・デ・セルヴェッロは1230年にバルセロナのセルヴェッロ伯爵家（condes de Cervelló）に生まれた。両親からキリスト教的な教育を受けて育ったマリアは15歳の時に慈善活動を通じてメルセド修道会の創始者ペドロ・ノラスコに会っている。1260年にメルセド修道会の女性支部を創設する許可を得ると、その翌年に修道院を設立。生涯を通じて揺るぎない信仰を持ち、地域の女性たちとともに聖エウラリア病院に保護された戦争捕虜や恵まれない人々たちに対して熱心な慈善活動を行った。1290年9月19日に死去。彼女の崇拝は1692年にローマ教皇インノケンティウス12世によって承認された。

## 制作経緯
スペイン国王フェリペ4世の治世に着工されたブエン・レティーロ宮殿を装飾するため、第3代オリバーレス伯爵ガスパール・デ・グスマンの監督のもと大規模な美術品が購入された。その購入総数は200点にもおよび、入手方法を特定することは困難であるが、史料によってローマで活動する芸術家たちに多くの風景画が発注されたことが分かっている。クロード・ロランにも1636年から1638年に4点、1639年から1641年に本作品を含む4点の計8点の絵画が発注されている。このうち前者は本作品を含む横長の画面の作品『聖アントニウスの誘惑のある風景』（Paysage aux tentations de Saint Antoine）、『聖オヌフリウスのいる風景』、ほか失われた作品1点である。後者は縦長の画面の作品で、『モーセの発見のある風景』（Paysage avec la découverte de Moïse）、『聖セラピアの埋葬のある風景』（Paysage avec l'Enterrement de Saint Serapia）、『オスティアで乗船するローマの聖パウラがいる風景』（Paysage à l'embarquement de Sainte Paula Romana à Ostie）、『大天使ラファエルとトビアスのいる風景』（Paysage avec l'archange Raphaël et Tobias）であった。

## 作品
クロード・ロランは十字架の前でひざまずき、祈りを捧げるセルヴェッロの聖マリアの姿を描いている。聖女は隠者として描かれており、髪を下ろして頭に何も被っていない。クロード・ロランは祈りの場面を緑豊かな森の中にある開けた空間に設定し、聖女を陰に包まれた前景に配置し、一筋の明るい光で演劇的に照らし出している。この作品では自然が傑出した役割を果たしており、聖人の繊細で敬虔な姿に活気に満ちた避難所を提供している。開けた空間は両側を木と岩で囲まれており、遠景まで広がる地平線には高い山々が配置され、柔らかい夜明けの光で照らされている。森の周りには鹿といくつかの建築物が点在し、さらにその奥には川が流れている。川には橋が掛けられており、画面左遠景の河畔に村が見える。
伝統的に絵画の女性像は聖マリア・デ・セルヴェッロと考えられているが、聖女がかつて隠者として生活していたことを示す文書は知られていない。実際に彼女は生涯を通じてバルセロナで過ごし、貧しい人々を支援した。
一説によると、この女性像はマドリードの聖バルバラ修道院のそばのメルセド修道会近くに隠遁した聖女マリアナ・デ・ヘスス・デ・パレデス（1565年-1624年）を描いたものである。彼女は1613年にメルセド修道会に入ったが、その後も隠遁生活を続けた。それゆえ、本作品の女性像は隠者として描かれた可能性がある。

## 来歴
絵画はスペイン王室コレクションとして、1701年、1772年、1794年にブエン・レティーロ宮殿で記録されている。

## ギャラリー

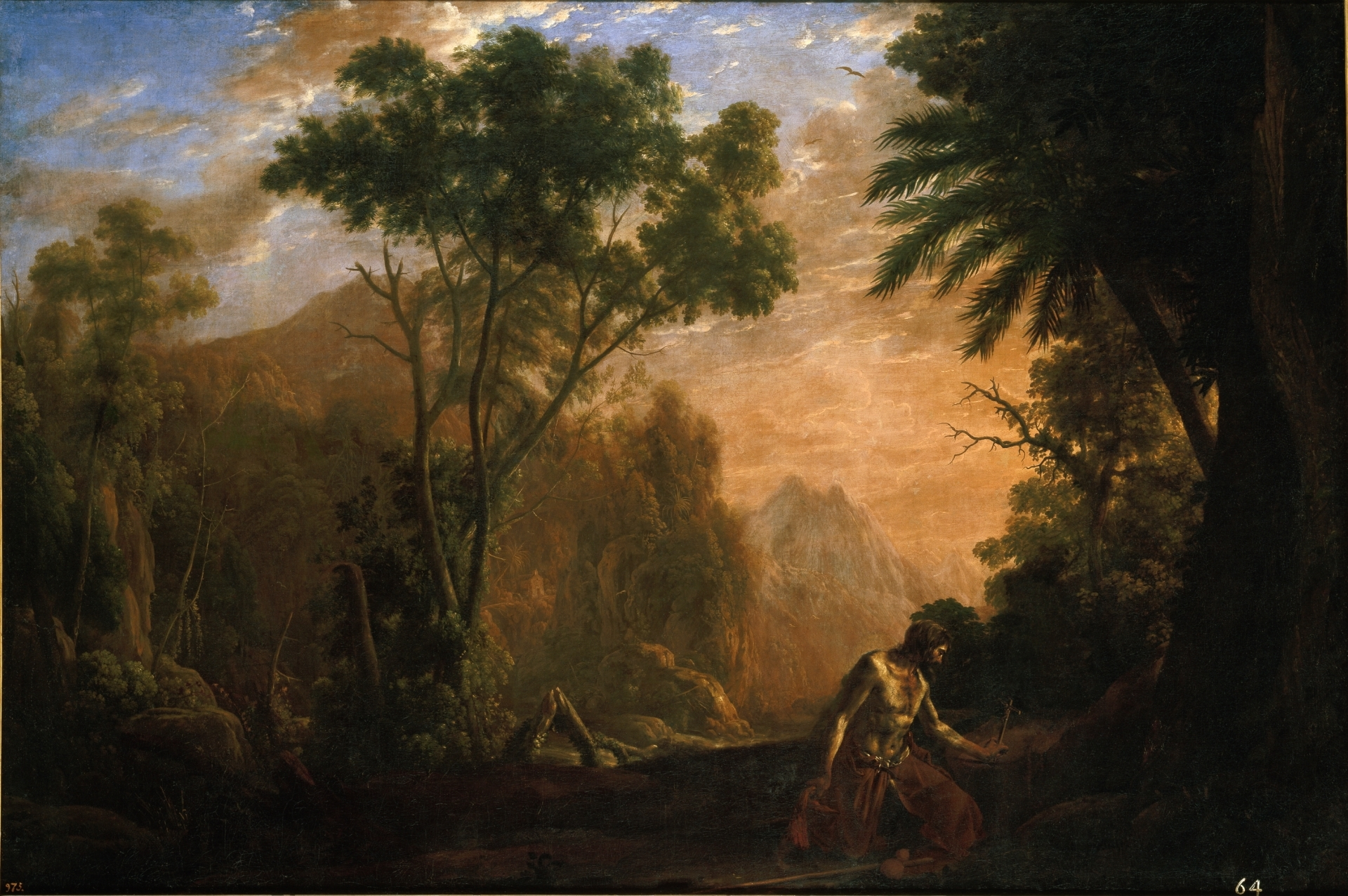
『聖オヌフリウスのいる風景』1638年年頃 プラド美術館所蔵
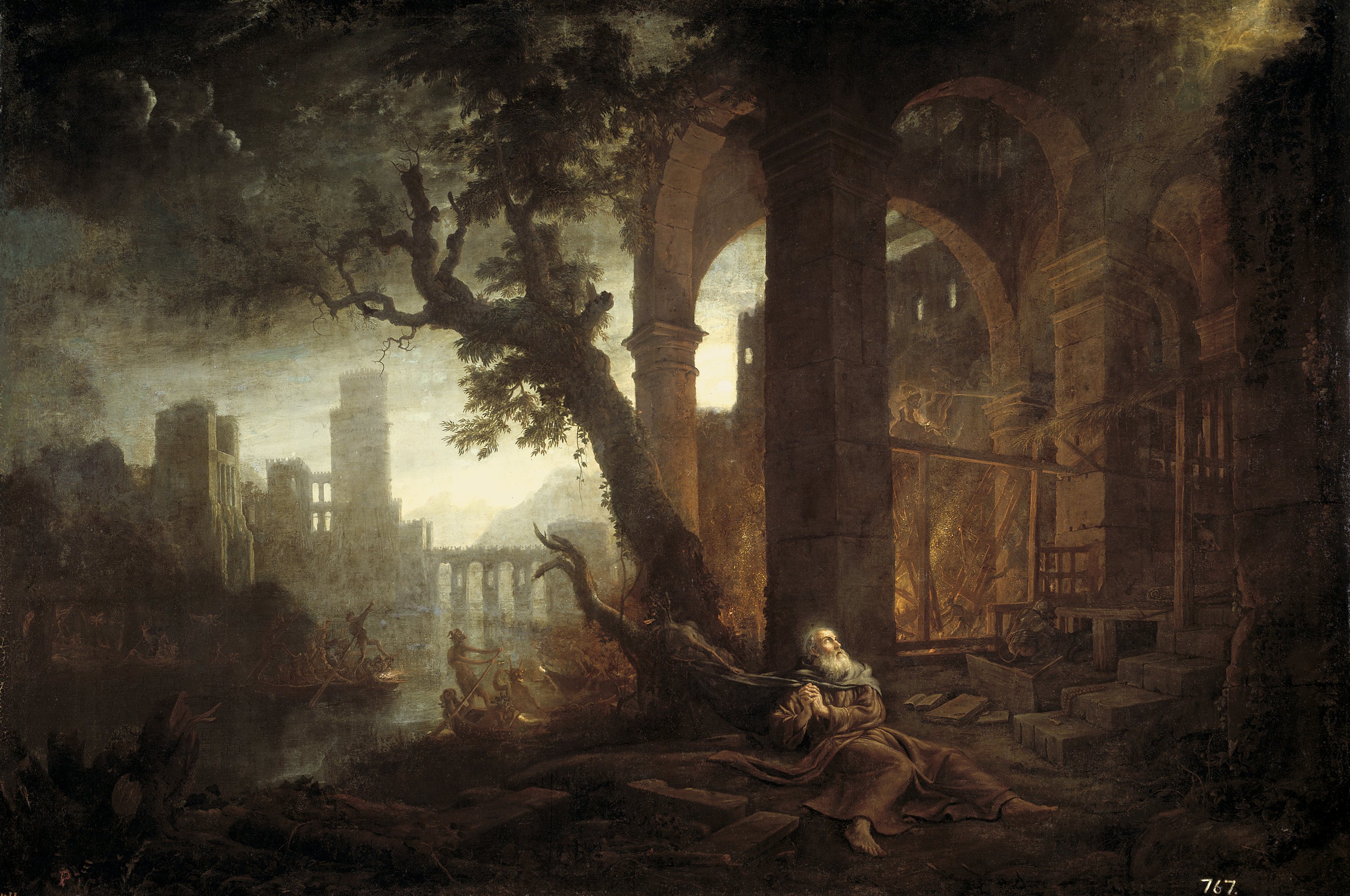
『聖アントニウスの誘惑のある風景』1638年頃 プラド美術館所蔵